# NGC 2624
NGC 2624 (również PGC 24264 lub UGC 4506) – galaktyka spiralna (S), znajdująca się w gwiazdozbiorze Raka. Odkrył ją Albert Marth 30 października 1864 roku.